# Chelyorchis ampliata
Chelyorchis ampliata es una especie de orquídea epifita  del género monotípico Chelyorchis.  Es originaria de Centroamérica y desde Trinidad hasta Perú.

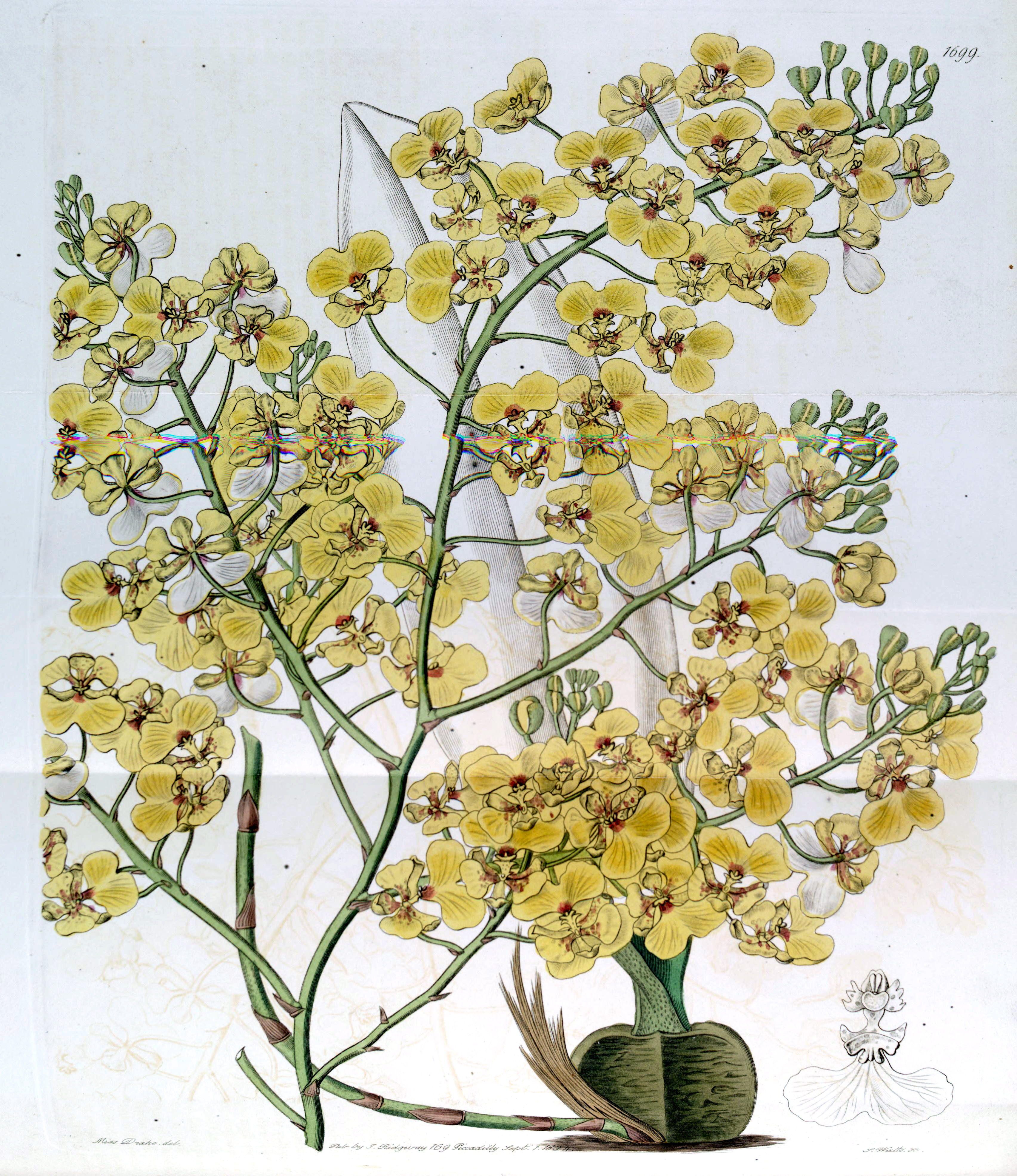
Ilustración

Esta especie puede reconocerse por los pseudobulbos arrugados y fuertemente comprimidos, orbiculares, en forma de disco, a menudo con manchas café-purpúreas y por la flor grande amarillo brillante, con el labelo mucho más ancho que la distancia entre los lobos laterales.

## Distribución y hábitat
Las plantas se encuentran en Guatemala, Costa Rica, El Salvador, Nicaragua, Trinidad y Tobago, Ecuador, Panamá, Colombia, Perú y Venezuela en alturas de 0 a 1000 metros.  Las plantas se encuentran en los bosques de tierras bajas de áreas cálidas donde crecen en los árboles.

## Características
Es una planta epífita con pseudobulbos de 6–7 cm de largo, muy comprimidos y arrugados, verde-amarillentos con pequeñas manchas café-rojizas, 2-foliados. Hojas oblongo-elípticas, 12 cm de largo y 6 cm de ancho, obtusas a redondeadas, coriáceas. Inflorescencia una panícula lateral, 30–65 cm de largo, con  20 flores muy vistosas, amarillo brillantes con manchitas café-rojizas, el callo blanco amarillento con manchas café-rojizas; sépalos espatulados, 9 mm de largo y 7 mm de ancho, ápice redondeado, cóncavos; pétalos espatulados, 11 mm de largo y de ancho, redondeados en el ápice, unguiculados; labelo formando un ángulo recto con la columna, 19 mm de largo y 28 mm de ancho, patente, unguiculado, 3-lobado, los lobos laterales 5 mm de largo y 2 mm de ancho, el lobo medio reniforme, grande, profundamente emarginado y 2-lobado en el ápice, con los bordes algo undulados, callo de 2 dientes fuertes y 3 dientes pequeños; columna 4.5 mm de largo, con 2 aurículas denticuladas y un lobo denticulado en el ápice; ovario 3 cm de largo, pedicelado.

## Taxonomía
Chelyorchis ampliata fue descrita por (Lindl.) Dressler & N.H.Williams in G.A.Romero & Carnevali y publicado en Orchids of Venezuela: An Illustrated Field Guide (ed. 2) = Orquideas de Venezuela : una guia de campo ilustrada (ed. 2) 1130. 2000.
Sinonimia
- Oncidium ampliatum Lindl. (1833)
- Oncidium ampliatum var. majus Lindl. (1894)
- Oncidium bernoullianum Kraenzl. (1922)
- Oncidium gyrobulbon Rchb.f. (1869)[1]